# Danceteria (label)
Pour les articles homonymes, voir Danceteria.
Danceteria est un label discographique indépendant français de rock indépendant, basé à Lille, dans le Nord.

## Historique
En mars 1985, trois amis ouvrent un magasin de disque rue Saint-Genois à Lille, La Boucherie moderne. Très vite, ils ouvrent d'autres boutiques partout en France, dont une rue du Cardinal-Lemoine à Paris, puis créent leur propre label. Ils signent des licences de distribution avec des labels étrangers, la première étant Mother Juno du Gun Club.
Ils produisent des artistes français (Kid Pharaon, The Pollen, Dominic Sonic), mais aussi des groupes internationaux (The Pastels, Einsturzende Neubauten, Swell, Butthole Surfers, The Fleshtones). Ils ont en licence de distribution certains labels comme Lithium (Dominique A, Diabologum), Rosebud (Pulp, Philippe Katerine) ou Sarah (The Wake, The Field Mice). Ils distribuent également en France les « ROIR sessions », comprenant des groupes illustres tels MC5, ? and the Mysterians, New York Dolls, Suicide ou Television.
Mais après sept ans d'existence, la société manque de financements et doit cesser son activité.

## Groupes notables
- Peter Astor
- A Wedding Anniversary
- Ausweis & Puppa Leslie
- Big Youth
- Bradford
- Butthole Surfers
- Buzz
- Dub Syndicate
- Einsturzende Neubauten
- The Fleshtones
- The Grief
- In the Nursery
- Jivaros Quartet
- Jive Turkey
- Kid Pharaon
- Milk
- The Nivens
- The Park
- The Pastels
- The Pollen
- Pussy Galore
- Les Rats
- Dominic Sonic
- Shredded Ermines
- Swell
- T.R.I.B.U.
- The Velvet Monkeys
- Venus Fly Trap
- Von Magnet